# Hyperinflace v Zimbabwe
Hyperinflace v Zimbabwe je obdobím měnové nestability v Zimbabwe, kterou s pomocí Caganovy definice hyperinflace datujeme do únoru 2007. Během vrcholu inflace, od roku 2008 do roku 2009, bylo těžké hyperinflaci v Zimbabwe změřit, protože zimbabwská vláda v té době přestala vyplňovat oficiální statistiky inflace. Nicméně vrcholový měsíc inflace v Zimbabwe se v polovině listopadu 2008 odhadoval meziměsíčně na 79,6 miliard procent a na 89,7 sextilionů procent ročně.
V dubnu 2009 Zimbabwe přestalo tisknout svoji měnu. Místo ní se pak začaly používat měny z jiných zemí. V polovině roku 2015 Zimbabwe oznámilo plány na úplný přechod na americký dolar do konce téhož roku.
V červnu 2019 ohlásila Zimbabwská vláda znovuzavedení RTGS dolaru, dnes známého jednoduše pod názvem „Zimbabwský dolar“. Spolu s tím oznámila i to, že veškerá cizí měna přestává být vedena jako zákonné platidlo. Do poloviny července 2019 inflace narostla o 175 %, což vyvolalo obavy o to, že Zimbabwe vstupuje do nového období hyperinflace. V březnu 2020, s inflací ročně nad 500 %, byla vytvořena nová operační jednotka k zhodnocení měnové emise. Do července 2020 byla roční inflace odhadována na 737 %.

## Historický kontext
18. dubna roku 1980 vznikla z bývalé britské kolonie Jižní Rhodesie samostatná Zimbabwská republika. Rhodéský dolar byl nahrazen zimbabwským dolarem stejné hodnoty. Zpočátku byl zimbabwský dolar podle oficiálního směnného kurzu cennější než americký dolar. To však neodráželo skutečnost, už tehdy vyšší inflace v Zimbabwe způsobovala, že na legálním i černém trhu byl zimbabwský dolar slabší. Zimbabwe zpočátku své samostatnosti zažívala období hospodářského rozvoje. Produkce pšenice mimo období sucha byla znatelně vyšší než v minulosti, tabákový průmysl rovněž prosperoval. Ukazatele zimbabwské ekonomiky byly silné a stabilní.
Od roku 1991 do roku 1996 vláda politické strany ZANU-PF a prezidenta Roberta Mugabeho uvedla v platnost Hospodářský strukturální pozměňovací program (Economic Structural Adjustment Programme, ESAP), který měl vážné negativní důsledky na ekonomiku státu. V druhé polovině 90. let vláda ustanovila pozemkovou reformu, jejímž úmyslem bylo zabavení půdy vlastníkům bělošského původu a její svěření černošským farmářům. Nicméně většina těchto “farmářů” neměla se zemědělstvím žádnou zkušenost. Od roku 1999 do roku 2009 zažila země strmý pokles v potravinovém průmyslu i dalších oblastech ekonomiky. Bankovní sektor zkolaboval, protože farmáři si nemohli dovolit půjčky. Potravinová produkce klesla na 45%, zpracovatelský průmysl na 29% v roce 2005, na 26% v roce 2006 a v roce 2007 na 28%. Nezaměstnanost vzrostla na 80%. Životní úroveň obyvatel klesla. Centrální banka Zimbabwe (Reserve Bank of Zimbabwe) obvinila z hyperinflace Spojené státy americké, Mezinárodní měnový fond a Evropskou unii, které na Zimbabwe uvalily ekonomické sankce. Tyto sankce postihly zimbabwskou vládu zmrazením finančních prostředků a odepřením víz 200 obyvatelům Zimbabwe, kteří byli úzce spojeni s Mugabeho režimem. Restrikce se vztahovaly i na obchodní vztahy mezi Zimbabwe a USA.
Monetaristický pohled znamená, že obecné stoupání cen zboží více vypovídá o hodnotě peněz než o hodnotě daného zboží. Má to objektivní a subjektivní složky:
- objektivní: peníze nejsou natolik stabilní, aby mohly určovat hodnotu zboží
- subjektivní: lidé zacházející s penězi postrádají důvěru ve schopnost peněz zachovat si svoji hodnotu

Klíčové pro obě složky je disciplína převažující nad vytvářením dalších peněz. Nicméně, Mugabeho vláda tiskla peníze na financování vojenského zapojení v Demokratické republice Kongo v Druhé válce v Kongu roku 2000. navíc ještě zvýšila platy vojákům a vládním představitelům. Zatajovala také důležité informace Mezinárodnímu měnovému fondu - držela v tajnosti měsíční výdaje na válku ve výši až 23 milionů dolarů.
Dalším motivem pro přemrštěné tištění peněz byla korupce. Transparency International staví Zimbabwe na 157. příčku z celkových 177 míst v oblasti institucionální korupce. Výsledný nedostatek důvěry ve vládu podkopává důvěru v budoucnost a měnu.
Ekonomické přešlapy vlády nutí obyvatele hledat dočasné řešení místo snahy o dlouhodobou produktivitu. Tyto rány pro hospodářství nemusí nutně podkopávat hodnotu měny, ale mohou poškodit důvěru lidí v budoucnost. Rozšířená chudoba a násilí včetně snahy vlády potlačit její opozici též napomáhají ztrátě důvěry. Pozemková reforma snížila zemědělskou výrobu, obzvláště pěstování tabáku, které patřilo k jedněm ze tří největších hospodářských příjmů Zimbabwe díky hojnému exportu. Výroba a těžba též upadala. Objektivním důvodem byla opět pozemková reforma, tedy fakt, že farmy padly do rukou nezkušeným zemědělcům.
Vládní nestabilita a nespokojenost obyvatel se daly pozorovat i v jiných oblastech. Konflikty mezi etnickou menšinou Ndebele a etnickou většinou Shona vedly k mnoha střetům. Neshody panující mezi europoidní a negroidní rasou se dají považovat za důsledek již zmiňované pozemkové reformy, která mimo jiné také způsobila odchod části obyvatel bělošského původu ze země.
Centrální banka Zimbabwe (The Reserve Bank of Zimbabwe) reagovala na slábnoucí hodnotu dolaru opětovným tištěním bankovek provázeným velkými náklady pro zámořské dodavatele. 1. března 2008 se v tisku The Sunday Times objevila reportáž z mnichovské společnosti Giesecke & Devrient (G&D), která dostala více než 500,000 euro týdně za tisk a doručení bankovek v hodnotě 170 trilionů zimbabwských dolarů. Na konci roku 2008 inflace vzrostla tak moc, že bankomaty začaly hlásit systémovou chybu a bránily zákazníkům v pokusu vybrat si peníze v množství s tolika nulami.

### Setrvačnost hyperinflace
Ani vydávání bankovek vyšších nominálních hodnot ani režimem veřejné oznámení o nové měně nevedlo obyvatele k očekávání, že by byly nové peníze více stabilní než ty předchozí. Nápravné vládní prostředky nikdy neobsahovaly pevné základy peněžní stability. Z toho důvodu skutečnost, že měna nadále ztrácela na hodnotě, nebyl pro obyvatele překvapující.

## Přizpůsobení

### Používání cizích měn
V roce 2007 vláda prohlásila inflaci za nezákonnou. Každý, kdo zvýšil ceny zboží a služeb, byl zatčen. To znamenalo zmrazení cen, což bývá obvykle neúčinné při snaze zastavit inflaci. Úředníci zatkli řadu vedoucích pracovníků mnoha firem právě kvůli zvýšení jejich cen.
V prosinci 2008 poskytla Reserve Bank of Zimbabwe licenci zhruba 1000 obchodům na prodej v cizí měně. Občané stále častěji používali cizí měnu, přesto místní obchody uváděly nižší ceny v zimbabwských dolarech, protože pro dovoz zahraničního zboží potřebovaly cizí měnu. Mnoho podniků a pouličních prodavačů prodávali zboží bez získání licence.
V lednu 2009 úřadující ministr financí Patrick Chinamasa zrušil omezení používat pouze zimbabwské dolary. Občané směli používat americký dolar, euro a jihoafrický rand. Učitelé a státní zaměstnanci však stále dostávali výplaty v zimbabwských dolarech. Přestože se jejich platy pohybovaly v bilionech měsíčně, činily přibližně 1 USD, což je polovina ceny denního jízdného autobusem. Vláda také zavedla omezení na výběry z bank, aby omezila množství peněz, které byly v oběhu. Omezila výběry hotovosti na 500 000 zimbabwských dolarů, což bylo kolem 0,25 USD.

### Černý trh
Ceny v obchodech a restauracích byly stále uváděny v zimbabwských dolarech, ale byly upravovány několikrát denně. Jakékoli získané zimbabwské dolary musely být okamžitě vyměněny za cizí měnu, jinak by držení dolaru znamenalo vysokou ztrátu hodnoty. Například řidiči minibusů byli ze zákona povinni přijímat platby od cestujících pouze v zimbabwských dolarech, ale sazby se postupně přes den zvyšovaly: večerní dojíždění bylo tedy nejdražší jízdou dne a cena následujícího ráno byla opět vyšší. Řidiči museli směňovat peníze až třikrát denně, ne však v bankách, ale v kancelářích a na parkovištích.
Takováto obchodní místa tvořila černý trh, oblast ležící mimo zákon. Obchodníci se tím vyhnuli zmrazování cen a povinnosti používat zimbabwské dolary. Černý trh sloužil k poptávce po každodenním zboží, jako je např. mýdlo a chléb. Obchody s potravinami provozované v souladu se zákony totiž toto zboží neprodávaly, jelikož ceny byly přísně kontrolovány, nebo bylo naúčtováno zákazníkům více, pokud platili v zimbabwských dolarech. V jednom okamžiku byl bochník chleba na běžném trhu  za 550 000 000 Z $, pokud byl ovšem k dispozici. Kromě cesty do jiné země byl černý trh jedinou možností pro nákup téměř veškerého zboží, ale chléb mohl na černém trhu stát až Z $ 10 000 000 000.

### Historie postavení měny
Při nezávislosti v roce 1980 se zimbabwský dolar stal běžně užívanou měnou. Původně byly papírové bankovky v hodnotách Z $ 2, 5, 10 a 20 a mince v hodnotách 1, 5, 10, 20, 50 centů a Z$1.
Vláda se nepokusila bojovat proti inflaci pomocí fiskální a měnové politiky. V roce 2006, ještě předtím, než hyperinflace dosáhla svého vrcholu, tak banka oznámila, že bude tisknout směnky vyšších hodnot na nákup cizích měn. Rezervní banka vytiskla směnku na částku 21 bilionů USD, aby splatila dluh vůči Mezinárodnímu měnovému fondu.
Rezervní banka Zimbabwe třikrát ponížila svoji měnu. Nejprve, v srpnu 2006, Rezervní banka odvolala bankovky výměnou za nové bankovky se třemi seškrtanými nulami. V červenci 2008 guvernér zimbabwské Rezervní banky Gideon Gono oznámil nový zimbabwský dolar, tentokrát s odstraněním 10 nul. 10 miliard Z$ by bylo poníženo na 1 Z$. Tento krok nesloužil jen ke zpomalení inflace, ale také k lepším finančním výpočtům.
Ke třetímu snížení hodnoty, ze kterého vzešel „čtvrtý zimbabwský dolar“, došlo v únoru 2009 a z bankovek se seškrtalo dalších 12 nul. Hodnota tedy byla desetimiliardtina z původních dolarů, protože tato tři ponížení měny společně snížily hodnotu původního dolaru o 103 × 1010 × 1012 = 1025 krát. Počítače nedokázaly zvládnout množství nul, takže musely být použity jiné formy peněz, které vypadaly jako klasické peníze (např. šeky na doručitele). Banky musely na vkladový nebo výběrový lístek zadat menší částku, poté vložily krycí prohlášení, například „vynásobte 1 000 000 nebo přidejte 10 nul k vaší částce, abyste získali skutečnou hodnotu“. Totéž platilo pro podniky i pro všechny obchodníky.

## Řešení
Řešením, které Zimbabwe v efektivně přijalo, bylo přijmout nějakou cizí měnu jako oficiální. Pro usnadnění obchodu je méně důležité, která měna je přijata než to, že vláda standardizuje jednotnou měnu. Kandidáty byly americký dolar, euro a jihoafrický rand; americký dolar měl největší důvěryhodnost a byl nejrozšířenější v rámci Zimbabwe. Zimbabwe se mohlo připojit k blízkým národům Lesotha, Namibie, Jihoafrické republiky a Svazijska, které tvoří Společný měnový prostor (Common Monetary Area) neboli "zóna randu" (Rand Zone), tím, že se formálně rozhodlo použít rand k podpoře obchodu a stability.
V roce 2009 vláda úplně upustila od tisku zimbabwských dolarů. [66] To implicitně vyřešilo chronický problém nedostatku důvěry v zimbabwský dolar a přinutilo lidi používat cizí měnu podle svého výběru. Od té doby Zimbabwe používá kombinaci cizích měn, většinou amerických dolarů.
V roce 2014 představila Centrální banka Zimbabwe "konvertibilní" mince v nominálních hodnotách 0,01 USD až 0,50 USD. Banka uvedla, že 80% Zimbabwanů používá americký dolar, a řekla, že místní nedostatek mincí nutí maloobchodníky k tomu, aby zaokrouhlila ceny nahoru na další vyšší dolar. Mince rozšiřují používání dolaru jako de facto měny a Centrální banka opakovaně ujišťuje, že nemá v úmyslu vrátit národní měnu. Od května 2016 se likvidita USD rapidně snížila a John Mangudya, guvernér Centrální banky Zimbabwe, řekl, že Zimbabwe vytiskne nový dluhopis, který by byl na stejné nominální úrovni jako americký dolar. To bylo provedeno během následujících dvou měsíců. Někteří občané to zpochybnili, říkajíc, že chyba z roku 2008 se nyní vrací a že dluhopisy nepřijmou.
Míra inflace v Zimbabwe v červenci 2018 byla oficiálně 4,3 % (oproti červnovým 2,9%). V červnu 2019 činila oficiální míra inflace 97,9 %.

### Demonetizace
V červnu 2015, Centrální banka Zimbabwe řekla, že začne proces "demonetizování" (tj. oficiálně změnit hodnotu nekrytých peněz na nulu). Plán měl dokončit přechod na americký dolar do konce září 2015. V prosinci 2015 Patrick Chinamasa, zimbabwský ministr financí, řekl, že zavedou čínský jüan jako jejich hlavní rezervní měnu a zákonné platidlo poté, co Čína zrušila dluhy ve výši 40 milionů USD. V lednu 2016  to však Centrální banka Zimbabwe popřela. V červnu 2016 bylo v Zimbabwe zákonným platidlem devět měn, ale odhaduje se, že 90 % transakcí bylo v amerických dolarech a 5 % v randu.

## Návrat hyperinflace
V roce 2019 nový ministr financí Mthuli Ncube předsedal převodu z cizí měny na novou zimbabwskou měnu a výslednému návratu hyperinflace. Odhaduje se, že inflace dosáhla v roce 2019 500 %. Podle Trading Economics byla roční míra inflace v Zimbabwe 540 % v únoru 2020. Roční míra inflace vzrostla v březnu 2020 na 676 % s chmurným hospodářským výhledem kvůli následkům sucha v roce 2019 a pandemie covidu-19.